# A Aurora do Lima

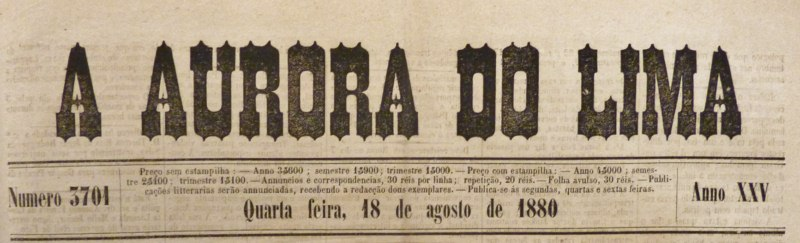
Título do jornal, visto na edição n.º 3701, de 18 de Agosto de 1880.

A Aurora do Lima MHM é um jornal de Viana do Castelo, fundado a 15 de dezembro de 1855.

## Biografia
É o mais antigo de Portugal Continental e segundo de Portugal, tendo sido fundado a 15 de dezembro de 1855. A sua abertura foi financiada pela família Barbosa e Silva.
Em 1957, Camilo Castelo Branco é convidado para ser seu redactor principal.
No início, o jornal era trissemanário, mas em 1915 já só saía duas vezes por semana. Em 2010, passou para semanário, para reduzir custos[carece de fontes?].
A tiragem em 2010 era de 4300 exemplares.
Ao longo dos anos, o jornal conheceu 15 diretores, entre os quais Camilo Castelo Branco, que exerceu o cargo por apenas 55 dias.
A 17 de Janeiro de 2006 foi feito Membro-Honorário da Ordem do Mérito, pelo Presidente Jorge Sampaio.

## Diretores
- João Maria Baptista de Oliveira (1855 - ?)
- José Afonso de Espregueira, que deu o nome à Rua José de Espregueira, em Viana do Castelo.[5]
- José Barbosa e Silva
- Eugénio Martins
- João Caetano da Silva Campos
- José Caetano Palhares Malafaia Viana (? - 1907)
- Bernardo Fernandes Pereira da Silva (1907 - 1948)
- Aurélio Pereira Barbosa (1948 - ?)
- Ernesto Sardinha (1949 - 1950)
- Filipe Fernandes (1950 - 1992)
- Aristides Arroteia (1992 - 2002)
- Aurélio Pereira Barbosa (2002 - 2005)
- Bernardo Silva Barbosa[2]

## Contribuidores notáveis
- Camilo Castelo Branco publicou no Aurora do Lima a narrativa Impressão Indelével, um texto que é usado como fundamento da hipótese da necrofilia atribuída ao autor.[6]
- Fina d'Armada, aos 16 anos de idade, iniciou a publicação de artigos no jornal “A Aurora do Lima”[7]